# Molopo (Fluss)
Der Molopo ist ein Rivier (zeitweise wasserführender Fluss) im südlichen Afrika.

## Flusslauf
Der Fluss hat eine Länge von rund 960 Kilometern. Seine Quelle liegt zwischen den südafrikanischen Orten Groot Marico und Lichtenburg. Von dort fließt er annähernd Richtung Westen. Im Mittellauf bildet der Molopot auf weiten Teilen die Grenze zwischen Südafrika und Botswana. In der Nähe der Augrabiesfälle mündet er in den Fluss Oranje. Der wichtigste Nebenfluss ist der im Unterlauf vom Norden zufließende Nossob. Ein weiterer Nebenfluss ist der Kuruman, der durch seine Quelle, das Eye of Kuruman, bekannt ist. Daneben sind noch in Reihenfolge ihrer Mündung der Ramatlabama, der Madebe, der Setlagole, der Molatswana und der Phepane.

## Einzugsgebiet
Das Einzugsgebiet wird mit einer Größe von 367.200 bis 343.000 km² angegeben und erstreckt sich auf die Länder Botswana (38 %), Namibia (29 %) und Südafrika (33 %). Der Fluss hat nur ein geringes Gefälle und fließt daher sehr langsam. Auf Grund der niedrigen und seltenen Regenfällen hat der Molopo trotz des ausgeprägten Flussbetts an der Mündung keinen Abfluss an der Oberfläche. Alles Wasser, dass das Einzugsgebiet zum Oranje verlässt fließt als Grundwasser. Es gibt keine Aufzeichnungen über Abflüsse unterhalb der Pfannen in seinem Unterlauf und das Flussbett wird von Dünen gequert. Daher wird er in manchen Veröffentlichungen nicht dem Oranjeeinzugsgebiet zugerechnet.

## Orte am Molopo
Am Fluss Molopo liegen unter anderem im Oberlauf die Stadt Mahikeng und am Mittellauf der Ort Molopo.